# Tattoo Zinho
Tattoo Zinho é um personagem brasileiro de quadrinhos criado por Marcio Baraldi. As histórias de Tattoo Zinho estrearam na revista Metalhead Tattoo, a primeira revista brasileira sobre tatuagem. O editor César Nimitz pediu que Baraldi criasse um personagem tatuador, então ele criou um tatu (fazendo um trocadilho com "tatuagem") que trabalha como tatuador e ter um visual cheio de tatuagens e piercings, além de óculos escuros e boné. Os quadrinhos abordam o cotidiano dos tatuadores, fazendo humor a partir de situações típicas do dia a dia da profissão, além de também trazer algumas vezes engajamento político, uma marca do autor, que é fortemente ligado à imprensa sindical.
Em 2005, a editora Opera Graphica lançou o livro Tattoo Zinho, com uma coletânea de todos os quadrinhos do personagem. No ano seguinte, este livro ganhou o Prêmio Angelo Agostini de melhor lançamento.